# Klärwerk Buchenhofen
Das Klärwerk Buchenhofen ist das zentrale Klärwerk der bergischen Großstadt Wuppertal und eine der bedeutendsten Abwasserreinigungsanlagen im gesamten Wuppergebiet mit einem Einwohnerwert von 700.000 Menschen. Es wird vom Wupperverband betrieben.

## Lage und Beschreibung
Das ca. 45 Hektar umfassende Klärwerk liegt auf 125 Meter über Normalnull in einer Aufweitung des westlichen Wupperengtals im Wohnquartier Buchenhofen des Stadtbezirks Elberfeld-West südlich von Sonnborn und Hammerstein. Es ist von drei Seiten von dem Staatsforst Burgholz umgeben. Fast sämtliche Wuppertaler Abwässer, die parallel zum Fluss in zwei Abwassersammlern aufgefangen werden, werden zu dem Klärwerk geleitet. Neben dem Klärwerk befindet sich im Norden der Anlage jenseits des Flusses die benachbarte Kläranlage der Firma Bayer AG. Es ist das größte von elf Klärwerken des Wupperverbands.
2004 wurden 50.800.000 m³ Abwässer grobgereinigt, von Mineralstoffen und Absetzstoffen (Schlämmen) befreit, denitrifiziert und wieder belebt, nachgeklärt und in einer Flockungsfiltrationsanlage gefiltert. 750 to Rechen- und 350 to Sandfanggut wurden abgeschieden. Bei der Verbrennung des Klärschlamms in einer eigenen Verbrennungsanlage fielen 3350 to Asche an.
Im Klärwerk Buchenhofen wird das Abwasser des gesamten Stadtgebietes Wuppertals sowie das an der Stadtgrenze zu Wuppertal auf Schwelmer Stadtgebiet anfallende Abwasser gereinigt. Eine Ausnahme bilden die Stadtteile Ronsdorf und Cronenberg, deren Abwasser im nahegelegenen Klärwerk Kohlfurth gesammelt wird. Während das Schmutzwasser direkt ins Klärwerk Buchenhofen geleitet wird, wird das Regenwasser in einem separaten Regenüberlaufbecken gefiltert, sodass das gesäuberte Wasser direkt in die Wupper gelangt und lediglich das Schmutzwasser ins Klärwerk gelangt.

## Geschichte
Die beiden benachbarten Städte Elberfeld und Barmen im Tal der Wupper (1929 zu Wuppertal vereint) zählten ab Beginn des 19. Jahrhunderts zu den größten Industriezentren in Deutschland. Beide übersprangen in den 1880er Jahren jeweils die 100.000-Einwohner-Marke und wuchsen zu Großstädten heran. Lange Zeit hielt die Versorgung mit Energie und Frischwasser, aber auch die Entsorgung der Abwässer aus Industrie (insbesondere der Färbereien und der chemischen Industrie), Gewerbe und Privathaushalten mit dieser rasanten Entwicklung nicht Schritt. Abwässer wurden ungeklärt in die Wupper geleitet, die den Fluss bis in die 1970er Jahre zu einem der am stärksten belasteten Fließgewässer in Deutschland machten.
Nachdem am 19. März 1891 auf Druck des Lenneper Landrats Koenig vom preußischen Landtag das „Gesetz betreffend der Bildung von Wassergenossenschaften“ abgeändert wurde, so dass auch zwangsweise eine „Wassergenossenschaft für das Gebiet der Wupper und ihrer Nebenflüsse“ gegründet werden musste, gründete sich am 29. November 1895 die Wupper-Talsperren-Genossenschaft, der Vorläufer des heutigen Wupperverbands.
Neben dem Talsperrenbau zur Flussregulierung (Niedrigwasseraufhöhung für die Wassertriebwerke, dem Hochwasserschutz) und der Trinkwassergewinnung geriet auch die Verschmutzungsproblematik des Flusses in den Fokus der Genossenschaft, die bei dessen Gründung noch keine Berücksichtigung fand. Ein Umdenken fand aufgrund der Schäden durch Ablagerungen im Unterlauf der Wupper und der allumfassenden Geruchsbelästigung durch die Abwässer statt.
Während sich zu Anfang des 20. Jahrhunderts die Wupper-Talsperren-Genossenschaft erste Gedanken zu einem regionalen Abwasserkonzept an der Wupper machte, bauten Elberfeld und Barmen ein Kanalisationsnetz und errichteten 1906 an dem alten Hofgut Buchenhofen ein gemeinsames Klärwerk, das aber nicht ansatzweise zur Klärung aller anfallenden Abwässer der Städte ausreichte.
1930 gründete sich der Wupperverband und übernahm die Aufgaben der Wupper-Talsperren-Genossenschaft, unter anderem auch die der Abwässerentsorgung des Wupperraums. Erste Überlegungen zum Abtransport der Abwässer sahen vor, diese über einen Ableitungskanal in den Rhein zu leiten oder sie auf 2000 Hektar in der Hildener Heide verrieseln zu lassen. Man entschied sich aber zum Ausbau des Klärwerks Buchenhofen am alten Standort, da der Wupper rund 1000 Liter/Sekunde durch eine Ableitung verloren gegangen und der Pegel im Unterlauf zu niedrig geworden wäre. Auch nahm man Rücksicht auf eine mögliche Geruchsbelästigung Solingens durch eine hygienisch unbefriedigende Ableitung in die Hildener Heide.
Um Raum für die neue Großanlage zu schaffen, wurde in der Folgezeit die Wupper in dem Bereich Evertsaue verlegt und der Ausgleichweiher Buchenhofen aufgelassen. Die gewonnenen Flächen sind heute Teil des Anlagengeländes. Von 1933 bis 1928 vergrößerte sich der Raum der Absetzbecken auf das Fünffache von 3200 auf 15.300 m³. Zwei Faulbehälter mit einem Volumen von insgesamt 12.400 m³ wurden neu errichtet. Mit Hochdruck-Dampf wurde der Klärschlamm beheizt und umgewälzt. Durch das vollständige Einlassen der Behälter in das Erdreich sank der Wärmeverlust auf ein Minimum und durch eine strömungstechnische Optimierung der Absetzbecken konnte auf mechanische Rührwerke zur Umwälzung verzichtet werden.
Das Faulgas wurde zunächst zu Methan verarbeitet und an einer Tankstelle an gasbetriebene Fahrzeuge abgegeben. Heute wird es in einem eigenen Kraftwerk verstromt. Zwischen 1951 und 1954 wuchs die gewonnene Gasmenge von 2 auf 3 Millionen m³, die zu zwei Drittel zu Methan verwertet wurde, zum Viertel verheizt und zum Zwölftel in die Luft abgegeben wurde. 1954 war die Faulgaserzeugung nach der in Hannover die zweitgrößte in Westdeutschland. Die mit dem Methan erwirtschafteten Einnahmen deckten zwei Drittel der Betriebskosten der Kläranlage. 1953 wurde eine neue Schlammbelebungsanlage erbaut.
Der Reinigungserfolg lag 1955 bei 80 Prozent, die Reinigungskosten lagen bei geringen 1,5 Pfennig pro m³ Abwasser. Die neu eingeführte biologische Reinigungsstufe besaß zu dieser Zeit 7500 m³ Lüftungsraum und 4000 m³ Nachklärbeckenraum, die später um zwei weitere Becken mit dem Volumen von zusammen 8500 m³ erweitert wurden. Diese neuen Becken, zu deren Errichtung Wupper umverlegt wurde, waren die europaweit ersten, die nach dem hochbelasteten Belebungsverfahren betrieben wurden. Ein Laufwasserkraftwerk in der Wupper gewann zusätzliche Energie für den Betrieb.
1974 wurden die Erweiterungen, zu denen zuletzt auch Schlammverbrennungsanlage zur Verbrennung der in dem Klärwerk anfallenden Klärschlämme gehörte, abgeschlossen. Seit diesem Jahr arbeitet das Klärwerk voll biologisch. Aufgrund der gestiegenen Anforderungen an die Abwasserreinigung wurden in den 1990er Jahren erneut größere Erweiterungen vorgenommen. Die bestehenden Becken wurden umgebaut und ein Blockheizkraftwerk zur Nutzung des Faulgases wurde errichtet.
Weitere umwelttechnische Auflagen erzwangen abermals die Schaffung weiterer Becken, die 2005 fertiggestellt und zum 75-jährigen Jubiläum der Kläranlage eingeweiht wurden.

## Messstation Buchenhofen
Der Deutsche Wetterdienst (DWD) unterhält eine Messstation an der Kläranlage Buchenhofen, seit 1937 werden Wetterdaten an diesem Standort gesammelt. Aufgezeichnet werden Temperatur, Luftfeuchtigkeit und Niederschlag. Eine Windmessanlage befindet sich einige Kilometer entfernt im Stadtgebiet, auf dem Scharpenacken. Der Temperaturhöchstwert wurde am 8. August 2003 mit 38,5 °C gemessen (Stand 8. Juli 2015), der tiefste in Wuppertal gemessene Wert wurde am 16. Februar 1956 mit −21,4 °C festgestellt.